# Wendy Richard
Wendy Emerton, MBE (Middlesbrough, Cleveland; 20 de julio de 1943 - Marylebone, Londres; 26 de febrero de 2009), más conocida como Wendy Richard, fue una actriz inglesa, conocida por haber interpretado a Shirley Brahms en Are You Being Served? y a Pauline Fowler en la serie EastEnders.

## Biografía
Fue hija de Henry Emerton y Beatrice Reay Cutter. En diciembre de 1954, su padre se suicidó, mientras que su madre murió en mayo de 1972 por cáncer de hígado.
En 2008 fue galardonada con el M.B.E. (Miembro de la Orden del Imperio Británico) por la reina Isabel II por sus servicios a la televisión.
Fue muy buena amiga de la actriz Natalie Cassidy.
El 1 de junio de 1972, se casó con el editor de música Leonard "Len" Black; sin embargo, la pareja se divorció en 1974. Después de divorciarse de Len, Wendy intentó suicidarse, pero después de recibir ayuda se recuperó. En julio de 1980 se casó con el director de publicidad Will Thorpe, pero el matrimonio terminó en 1984. El 17 de marzo de 1990, Wendy se casó con Paul Glorney, un instalador de alfombras; sin embargo, la pareja se divorció en 1994. En 1996 comenzó a salir con John Burns, un pintor y decorador; finalmente la pareja se casó el 10 de octubre de 2008. Sin embargo el matrimonio terminó el 26 de febrero de 2009 después de que Wendy muriera.

## Salud
En 1996 fue diagnosticada con cáncer de mama; posteriormente se sometió a cirugía y se recuperó más tarde. Sin embargo en 2002 fue diagnosticada de nuevo con cáncer, después de tratarse el cáncer entró en remisión y se le dio el alta en 2005.
Finalmente, el 5 de octubre de 2008, fue nuevamente diagnosticada con cáncer; sin embargo esta vez se descubrió que este se había expandido, donde encontraron células cancerosas en su axila izquierda, se había metastatizado en su riñón izquierdo y huesos, incluyendo su columna vertebral y costillas izquierdas. A los 65 años de edad, murió en la clínica Harley Street en Londres el 26 de febrero de 2009. Su cuerpo fue incinerado en Golders Green, y las cenizas fueron sepultados en East Finchley Cemetery.
En julio de 2009, David Croft, el creador del programa "Are You Being Served?", inauguró una placa conmemorativa Heritage Foundation en el The Shepherds Tavern en su honor.

## Carrera
En 1965 se unió al elenco de la serie The Newcomers, donde dio vida a Joyce Harker hasta 1967.
En 1972 se unió al elenco principal de la serie Are You Being Served?, donde interpretó a la exuberante Miss Shirley Brahms hasta 1985. Wendy interpretó de nuevo a Shirley en Grace & Favour entre 1992 y 1993.
El 19 de febrero de 1985, se unió al elenco de la exitosa y popular serie británica EastEnders, donde interpretó a Pauline Beale-Fowler hasta el 25 de diciembre de 2006.
El 19 de marzo de 2009, apareció en su programa Wendy Richard: To Tell You the Truth, un documental donde mostró los últimos tres meses de su vida.

## Filmografía
Series de televisión
| Año         | Título                   | Papel               | Notas                                                   |
| ----------- | ------------------------ | ------------------- | ------------------------------------------------------- |
| 2008        | Benidorm                 | Sylvia              | episodio # 2.5                                          |
| 1985 - 2006 | EastEnders               | Pauline Fowler      | 1,467 episodios                                         |
| 1992 - 1993 | Grace & Favour           | Miss Shirley Brahms | 12 episodios                                            |
| 1972 - 1985 | Are You Being Served?    | Miss Shirley Brahms | 69 episodios                                            |
| 1983        | West Country Tales       | -                   | episodio "With Love, Belinda"                           |
| 1981        | The Jim Davidson Show    | -                   | episodio # 3.6                                          |
| 1979        | Spooner's Patch          | -                   | -                                                       |
| 1975        | Hogg's Back              | Pearl               | -                                                       |
| 1975        | Not on Your Nellie       | Doris               | 6 episodios                                             |
| 1972 - 1973 | Dad's Army               | Shirley             | 2 episodios                                             |
| 1973        | Bowler                   | Greta               | episodio "Members Only"                                 |
| 1973        | Z Cars                   | Maureen Parker      | episodio "Big Jake"                                     |
| 1973        | The Fenn Street Gang     | Myrna               | episodio "Is That a Proposal, Eric?"                    |
| 1972        | Both Ends Meet           | Maudie              | episodio "Firm Foundations"                             |
| 1971        | On the Buses             | Elsie               | episodio "The Busmen's Ball"                            |
| 1971        | Please Sir!              | Rita                | episodio "The Pruning of the Hedges"                    |
| 1971        | Dixon of Dock Green      | Barbara Walker      | episodio "Nightmare Hours"                              |
| 1970        | Up Pompeii!              | Sophia              | episodio "The Ides of March"                            |
| 1965 - 1967 | The Newcomers            | Joyce Harker        | 92 episodios                                            |
| 1967        | The Wednesday Play       | Delphine            | episodio "The Voices in the Park"                       |
| 1967        | Turn Out the Lights      | Veronica Woods      | episodio "A Big Hand for a Little Lady"                 |
| 1966        | ITV Play of the Week     | Betty               | episodio "Plays of Married Life #4: The Bright Side"    |
| 1966        | Weavers Green            | Jean                | episodio # 1.31                                         |
| 1966        | Pardon the Expression    | Joven con perro     | episodio "Rustle of Spring"                             |
| 1965        | No Hiding Place          | Janet               | episodio "Hi-Jack"                                      |
| 1965        | The Likely Lads          | Greta               | episodio "Last of the Big Spenders"                     |
| 1965        | The Sullavan Brothers    | Renee               | episodio "Put Them Away for Keeps"                      |
| 1964 - 1965 | Six                      | Joven               | 2 episodios                                             |
| 1964        | Danger Man               | Sue                 | episodio "Don't Nail Him Yet"                           |
| 1964        | HMS Paradise             | Genevieve           | episodio "Call Me Madam and I'll Punch You on the Nose" |
| 1963        | First Night              | Carol               | episodio "The One Night of the Year"                    |
| 1963        | ITV Television Playhouse | Joven en la fábrica | episodio "The Wedding Dress"                            |
| 1962 - 1966 | Hugh and I               | Hija                | -                                                       |
| 1962        | The Arthur Haynes Show   | -                   | episodio # 11.3                                         |
| 1961        | Spectacular              | Joven               | episodio "Sammy Meets the Girls"                        |
| 1961        | Harpers West One         | Susan Sullivan      | -                                                       |

Películas
| Año  | Título                          | Personaje                     | Notas                                                                                            |
| ---- | ------------------------------- | ----------------------------- | ------------------------------------------------------------------------------------------------ |
| 2008 | Marple: A Pocket Full of Rye    | Mrs Crump                     | junto a Julia McKenzie, Laura Haddock, Rupert Graves, Matthew Macfadyen & Helen Baxendale        |
| 1977 | Are You Being Served?           | Miss Brahms                   | junto a John Inman, Mollie Sugden, Frank Thornton & Trevor Bannister                             |
| 1973 | Carry on Girls                  | Ida Downs                     | junto a Sid James, Barbara Windsor, Joan Sims, Kenneth Connor, Bernard Bresslaw & June Whitfield |
| 1972 | Carry on Matron                 | Miss Willing                  | junto a Barbara Windsor, Sid James, Joan Sims, Kenneth Williams & Charles Hawtrey                |
| 1972 | Bless This House                | Carol                         | junto a Sid James, Diana Coupland, Carol Hawkins & Patsy Rowlands                                |
| 1971 | Gumshoe                         | Anne Scott                    | junto a Albert Finney, Billie Whitelaw & Frank Finlay                                            |
| 1971 | On the Buses                    | Ama de Casa                   | junto a Reg Varney, Doris Hare, Michael Robbins & Anna Karen                                     |
| 1970 | Carry on Again Christmas        | Kate                          | junto a Sid James, Terry Scott, Charles Hawtrey, Kenneth Connor & Barbara Windsor                |
| 1970 | No Blade of Grass               | Clara                         | junto a Nigel Davenport, Jean Wallace & John Hamill                                              |
| 1966 | The Making of Jericho           | -                             | junto a Pauline Collins, Peter Jeffrey & John Thaw                                               |
| 1966 | Doctor in Clover                | Enfermera con Pestañas Falsas | junto a Leslie Phillips, James Robertson Justice, Shirley Anne Field & John Fraser               |
| 1965 | The Day of Ragnarok             | -                             | junto a Pauline Boty, Harriet Devine, Eleanor Fazan & Nicol Williamson                           |
| 1964 | Don't I Look Like a Lord's Son? | Joven                         | junto a Margery Withers, Aubrey Morris & Jake King                                               |

Apariciones
| Año  | Programa             | Notas                        |
| ---- | -------------------- | ---------------------------- |
| 2008 | All Star Mr & Mrs    | concursante - episodio # 1.1 |
| 2008 | 50 Greatest Families | co-presentadora              |
| 2007 | Gameshow Marathon    | concursante - 3 episodios    |

Videos musicales
| Año  | Artista       | Canción        | Notas                        |
| ---- | ------------- | -------------- | ---------------------------- |
| 1962 | Michael Sarne | "Come Outside" | apareció en el video musical |

Teatro
| Año  | Obra                         | Personaje   | Director | Teatro | Notas |
| ---- | ---------------------------- | ----------- | -------- | ------ | ----- |
| -    | Blithe Spirit                | -           | -        | -      | -     |
| -    | Let's Go Camping             | -           | -        | -      | -     |
| -    | No Sex Please, We're British | -           | -        | -      | -     |
| 1976 | Are You Being Served?        | Miss Brahms | -        | -      | -     |

## Premios y nominaciones
| Año  | Categoría                            | Premio               | Serie      | Resultado |
| ---- | ------------------------------------ | -------------------- | ---------- | --------- |
| 2007 | Lifetime Achievement Award           | British Soap Award   | EastEnders | Ganadora  |
| 2007 | Soap Scrap (junto a Barbara Windsor) | All About Soap Award | EastEnders | Nominadas |
| 2007 | Christmas Cracker                    | All About Soap Award | EastEnders | Nominada  |